# Christmas Eve (filme)
Christmas Eve (Brasil: Véspera de Natal / Portugal:  A Tia Milionária) é um filme norte-americano de 1947, do gênero comédia, dirigido por Edwin L. Marin e estrelado por George Raft, George Brent e Randolph Scott.
O filme é uma comédia dramática episódica, em que, através de flashbacks, três histórias diferentes são contadas, unidas em um pacote sentimental.

## Sinopse
Ambicioso, Phillip Hastings tenta ficar com a fortuna de sua velha e excêntrica Tia Matilda. Ela, por sua vez, deseja rever seus três filhos adotivos: Mario, que toca um bar na América do Sul enquanto foge do FBI; Michael, um playboy pilantra que distribui cheques sem fundos; e Jonathan, cowboy beberrão de rodeios, envolvido em uma extorsão com crianças. Todos, porém, conseguem ir ao encontro da Tia para o Natal: Mario captura um criminoso de guerra nazista; Michael expõe as vilanias de Phillip e Jonathan desbarata o esquema de chantagem.

## Elenco
| Ator/Atriz         | Personagem        |
| ------------------ | ----------------- |
| George Raft        | Mario Torio       |
| George Brent       | Michael Brooks    |
| Randolph Scott     | Jonathan 'Johnny' |
| Joan Blondell      | Ann Nelson        |
| Virginia Field     | Claire            |
| Dolores Moran      | Jean Bradford     |
| Ann Harding        | Tia Matilda       |
| Reginald Denny     | Phillip Hastings  |
| Douglass Dumbrille | Doutor Bunyan     |
| Clarence Kolb      | Juiz              |
| John Litel         | Joe Bland         |